# Stazione di Castelvetere
La stazione di Castelvetere (o Castelvetere sul Calore) è una fermata ferroviaria ubicata lungo la linea Avellino-Rocchetta Sant'Antonio. Serve il centro abitato di Castelvetere sul Calore, situato a circa 7 km dalla fermata.

## Storia
La fermata venne attivata insieme alla parte centrale della ferrovia da Paternopoli a Monteverde il 27 ottobre 1895. Aveva un modesto traffico passeggeri e merci, diminuito con la diffusione del trasporto su gomma.
Negli anni 1980 divenne impresenziata e nel 1997 fu soppressa.
L'esercizio ferroviario sulla linea è stato sospeso il 12 dicembre 2010, e riattivato a partire dal 2016 per treni turistici. Negli anni 2020, la fermata di Castelvetere torna ad essere occasionalmente servita dai treni storici di Fondazione FS Italiane.

## Strutture e impianti
La fermata è dotata di un binario passante dotato di marciapiede per il servizio passeggeri.
A causa del terremoto del 1980, che sconvolse le zone dell'Irpinia, il fabbricato viaggiatori venne sostituito con una struttura prefabbricata ancora oggi visibile.